# Dave MacMillan
David MacMillan, detto Dave (24 dicembre 1886 – 9 luglio 1963), è stato un allenatore di pallacanestro statunitense, professionista nella NBA.